# Equinox (album de Styx)
Pour les articles homonymes, voir Equinox (homonymie).
Albums de Styx
Man of Miracles
(1974) Crystal Ball
(1976)
Singles
1. Light Up
Sortie : novembre 1975
2. Lorelei
Sortie : mars 1976

Equinox est le cinquième album studio du groupe de rock américain Styx. Il est sorti le 1er décembre 1975 sur le label A&M Records et a été produit par le groupe et Barry Mraz.

## Historique
Fin 1974, Wooden Nickel, le label sur lequel Styx a enregistré ces quatre premiers album studios, relance le single Lady qui figure sur l'album Styx II datant de 1973. L'idée porta ses fruits puisque le single atteindra la 6e place dans les charts du Billboard Hot 100  le 8 mars 1975 et permettra au groupe de signer pour une grande maison de disque, en l'occurrence A&M Records.
L'album sera enregistré pendant l'été 1975 dans les studios Paragon Recordings de Chicago.
Peu après la sortie de l'album et en pleine préparation de la tournée, le guitariste John Curulewski quitta le groupe, il fut remplacé par Tommy Shaw.
Cet album atteindra la 58e place du Billboard 200 aux États-Unis et grimpera jusqu'à la 14e place au classement des charts du RPM magazine canadien. Le single Lorelei atteindra la 27e place du Hot 100 le 24 avril 1976.
Il fut certifié disque d'or aux États-Unis et disque de platine au Canada en 1977 à la suite du succès de l'album The Grand Illusion.

## Liste des titres
Face 1
| No | Titre        | Auteur                    | chant                | Durée |
| -- | ------------ | ------------------------- | -------------------- | ----- |
| 1. | Light Up     | Dennis De Young           | De Young             | 4:12  |
| 2. | Lorelei      | De Young, James Young     | De Young             | 3:20  |
| 3. | Mother Dear  | John Curulewski, De Young | Curulewski, De Young | 5:23  |
| 4. | Lonely Child | De Young                  | De Young             | 3:49  |

Face 2
| No | Titre              | Auteur                      | chant        | Durée |
| -- | ------------------ | --------------------------- | ------------ | ----- |
| 5. | Midnite Ride       | Young                       | Young        | 4:18  |
| 6. | Born for Adventure | Curulewski, De Young, Young | De Young     | 5:10  |
| 7. | Prelude 12         | Curulewski                  | Instrumental | 1:17  |
| 8. | Suite Madame Blue  | De Young                    | De Young     | 6:32  |

## Musiciens
- Dennis De Young : claviers, chant
- John Curulewski : guitares acoustique et électrique, chant sur Mother Dear, synthétiseurs.
- James Young : guitare électrique, chant sur Midnight Ride.
- Chuck Panozzo : basse, chœurs sur "Suite Madame Blue".
- John Panozzo : batterie, percussions.

## Charts & certifications

### Album
Charts
| Pays                       | Durée du classement | Meilleur classement | Date         |
| -------------------------- | ------------------- | ------------------- | ------------ |
| Canada (RPM)               | 26 semaines         | 14e                 | 22 mai 1976  |
| États-Unis (Billboard 200) | 50 semaines         | 58e                 | 27 mars 1976 |

Certifications
| Pays       | Ventes  | Certification | Date             |
| ---------- | ------- | ------------- | ---------------- |
| Canada     | Platine | 100 000 +     | 1er janvier 1977 |
| États-Unis | Or      | 500 000 +     | 25 août 1977     |

### Single
| Single  | Chart             | Durée du classement | Position | Date          |
| ------- | ----------------- | ------------------- | -------- | ------------- |
| Lorelei | (Hot 100)         | 14 semaines         | 27e      | 24 avril 1976 |
| Lorelei | (RPM Top Singles) | 13 semaines         | 6e       | 15 mai 1976   |